# Trienter Kompaktaten
Die Trienter Kompaktaten waren ein erstmals 1363 zwischen Rudolf IV. und dem Trienter Bischof Albrecht von Ortenburg abgeschlossenes Vertragswerk, mit dem die Habsburger als Grafen von Tirol ihren Einfluss auf das reichsunmittelbare Hochstift Trient absicherten.

## Vorgeschichte
Waren den Fürstbistümern des Heiligen Römischen Reichs unter Friedrich II. mit der Confoederatio cum principibus ecclesiasticis 1220 wichtige Regalien zuerkannt worden, schränkte Friedrich die weltliche Macht des Bischofs von Trient am 12. August 1236 durch die Einsetzung eines kaiserlichen Richters bei seinem Besuch in Trient wieder ein, nachdem er bereits zuvor das gleiche im Hochstift Brixen getan hatte. Grund für diese Entscheidung war, dass er damit die beiden für ihn strategisch wichtigen Fürstbistümer direkt unter seine Kontrolle bringen wollte, da ihm die oberitalienischen Stadtstaaten, zusammengeschlossen im Lombardenbund, in der Vergangenheit mehrmals den Weg nach Süden versperrt hatten. Während dem Fürstbistum Brixen bereits 1240 die Hoheitsrechte wieder übergeben worden waren, dauerte dieser Zustand in Trient bis 1255 und damit über den Tod Friedrichs hinaus an. Anschließend sahen sich die Fürstbischöfe von Trient dann fast nahtlos dem Expansionsdrang der Grafen von Tirol ausgesetzt.
Letztere gewannen ab der Mitte des 13. Jahrhunderts zunehmend Einfluss auf die Geschicke des Hochstifts Trient. Waren die Grafen bereits seit dem 12. Jahrhundert zu Vögten der Bistümer Brixen und Trient ernannt worden, bauten sie diese Position unter Meinhard I. und insbesondere unter Meinhard II. auch gegen den Willen der Bischöfe geschickt aus. Meinhard II. nutzte dabei auch die zunehmende Bedrohung des Fürstbistums durch äußere Feinde aus, wie durch Ezzelino III. da Romano, der von einigen Trentiner Adelsfamilien, wie den Castelbarco, den Da Campo und den Grafen von Arco in seinem Expansionsdrang unterstützt wurde. Nach dem Tode Ezzelinos versuchte sich Bischof Egno von Eppan zwar wieder aus der Abhängigkeit Meinhards zu befreien, indem er Bündnisse mit dem Trentiner Adel einging, was aber nur teilweise gelang. Dieses Machtvakuum nutzte Mastino I. della Scala aus, der Trient 1265 plünderte, nachdem Bischof Egno zuvor geflüchtet war. Aus dieser Situation konnte am Ende wiederum Meinhard Gewinn schlagen und seine Position weiter festigen, so dass der Bischof die Vormachtstellung des Grafen 1268 endgültig anerkennen und Meinhard an den fürstbischöflichen Steuereinnahmen beteiligen musste.
Der Versuch des Bischofs Heinrich II., des Nachfolgers Egnos auf dem Bischofsstuhl, sich der Kontrolle Meinhards zu entziehen, endete mit einer kriegerischen Auseinandersetzung zwischen beiden, die mit Unterbrechungen bis 1284 andauerte und bei der sich der Bischof am Ende gezwungen sah, dem Grafen die Verwaltung des Fürstbistums für die Dauer von vier Jahren zu überlassen. Heinrich gelang es aber nicht nach Ablauf dieser Zeit seine Stellung zurückzugewinnen und auch die erneute Exkommunikation Meinhards durch Bonifatius VIII. änderte nichts an der Machtlosigkeit des Fürstbischofs. Erst mit dem Tode Meinhards II. 1295 lockerte sich der Einfluss der Grafen von Tirol auf das Fürstbistum Trient wieder. Dennoch dauerte es bis 1359, bis der Bischofsstuhl von Trient wieder den Status erreichte, den er vor den von Meinhard II. eingeleiteten Veränderungen hatte.
Dieser Zustand dauerte aber nur kurze Zeit, denn mit dem Tode des Grafen Ludwig I. 1361 und seines Sohnes Meinhard III., des letzten männlichen Erben der Grafen von Tirol, im Jahre 1363 sowie des darauf folgenden Regierungsverzichts von Margarete von Tirol gelangte die Grafschaft unter Rudolf IV. zum Hause Habsburg. Geschickt nutzte Rudolf nun seine Beziehungen aus, indem er die Wahl Albrecht von Ortenburgs zum Bischof von Trient unterstützte, der dem Herzog von Österreich bereits 1257 seine Hilfe zugesagt hatte, wenn Habsburg sich für seine Wahl zum Bischof einsetzen würde.

## Inhalt
In den am 18. September 1363 abgeschlossenen Kompaktaten gewährte Bischof Albrecht von Ortenburg dem Grafen von Tirol Rudolf IV. wesentliche Rechte in bedeutenden Bereichen der weltlichen Herrschaft im Hochstift Trient. Rudolf gelang es damit praktisch die Vorherrschaft des Vasallen über den Feudalherren wiederherzustellen, für die Meinhard II. so lange gekämpft hatte.
Das Vertragswerk band in einseitiger Weise den Bischof an die Grafen von Tirol und sollte auch von den Nachfolgern Ortenburgs vor deren weltlicher Amtseinsetzung unterzeichnet werden. Neben einer Beistandspflicht gegen jedermann mit Ausnahme des Papstes regelte es insbesondere den Status der Stiftsbeamten. Diese konnten nur im beiderseitigen Einvernehmen bestellt werden und mussten dem Grafen ebenso einen Treueid leisten wie der vom Bischof ernannte Hauptmann. Im Falle der Neubesetzung des Bischofsamtes durften die Beamten keinen neuen Amtseid ohne vorherige Zustimmung des Grafen leisten. Auch sollten sie im Falle von Streitigkeiten zwischen dem Fürstbischof und dem Grafen letzteren unterstützen und waren in diesem Fall von dem dem Bischof geleisteten Eid entbunden. Im Gegenzug erkannte der Graf eine vage Beistandspflicht an, falls der Bischof und sein Amt grundlos einem Angriff ausgesetzt seien würden.
Nach dem Tode Rudolfs wurde der Vertrag am 5. November 1365 in leicht abgeschwächter Form erneuert. In dieser Neufassung wurde der militärische Aspekt hervorgehoben und die Bindung der Stiftsbeamten gegenüber den Grafen gelockert. Neben der militärischen Hilfestellung mussten nun auch sämtliche unter bischöflicher Kontrolle stehenden Burgen den Truppen Tirols offenstehen, die zudem nur von aus Tirol stammenden Leuten besetzt werden durften, ebenso wie das Amt des Hauptmanns nur von einem Angehörigen eines Tiroler Adelsgeschlechts eingenommen werden durfte. Die Ernennung der Stiftsbeamten stand dagegen nun wieder ausschließlich dem Bischof zu, auch wenn diese bei Sedisvakanz ausschließlich dem Grafen von Tirol zu gehorchen hatten und niemand einen Eid auf den neuen Bischof leisten durfte, solange dieser nicht die Kompaktaten unterzeichnet hatte.

## Auswirkungen
In der Folgezeit wurden die Kompaktaten noch mehrmals auch unter dem Einfluss äußerer Bedrohungen, wie der Expansionsbestrebungen der Republik Venedig, oder innerer Unruhen, wie des 1407 unter Rodolfo Belenzani geführten Trienter Aufstands, erneuert.
Dabei wurden sie zum Teil abgeändert und ergänzt. So musste sich Bischof Alexander von Masowien im Jahr 1430 verpflichten, keinen Krieg ohne vorherige Zustimmung des Grafen zu beginnen oder irgendwelche Bündnisverpflichtungen einzugehen, nachdem er zuvor Position für Mailand in den Streitigkeiten zwischen Mailand und Venedig eingenommen hatte. Diese außenpolitische Klausel wurde 1454 unter Bischof Georg Hack erneuert.
Unter Bischof Johannes Hinderbach und Herzog Siegmund wurde 1468 die Rolle des Hauptmanns bekräftigt, dem eine Schlüsselrolle im weltlichen Machtgefüge des Hochstifts zukam. Auch betrachtete Sigmund das Hochstift, als dessen Schutzherr („des stiffts ze Triendt vogt, lanndsfúrst vnd beschirmer“) er sich 1462 anlässlich der Übergabe des Stadtgerichts Bozen bezeichnet, zunehmend als festen Bestandteil der Grafschaft Tirol und versuchte die Reichsunmittelbarkeit aufzulösen. Einen weiteren Schritt in dieser Richtung stellte das Landlibell von 1511 dar, mit dem auch die Steuerpflicht des Fürstbistums gegenüber dem Reich auf die Grafschaft Tirol und die Grafen von Tirol übertragen wurde.
Auch wenn die Tridentiner Kompaktaten das Fürstbistum Trient an die Grafen von Tirol bzw. an das Haus Habsburg banden, stellten sie keinen vollständigen Verlust der Souveränität des nach wie vor reichsunmittelbaren Fürstbistums dar, das erst mit dem Reichsdeputationshauptschluss von 1803 zu existieren aufhörte. Vielmehr handelte es sich um eine limitierte Landeshoheit, die wesentlich vom Verhandlungsgeschick und der Machtposition der jeweiligen Unterzeichner abhing.